# Два фунти стерлінгів (монета)
Монета номіналом два фунти стерлінгів — монета Великої Британії, що випускається з 1986 року. Біметалева монета: зовнішнє кільце - латунь (76% — мідь, 20% цинк, 4% нікель), центральна частина - мельхіор (75% міді, 25% нікелю), діаметром 28.4 мм та вагою 12 г.
Спершу випускалась, як пам'ятна монета на честь визначних подій в однометалевому варіанті. З 1998 року (карбування з 1997) - обігова монета із новим дизайном.   
Станом на березень 2014 року в обігу знаходилось 417 млн монет. 